# Callibaetis
Callibaetis is een geslacht van haften (Ephemeroptera) uit de familie Baetidae.

## Soorten
Het geslacht Callibaetis omvat de volgende soorten:
- Callibaetis abundans
- Callibaetis californicus
- Callibaetis camposi
- Callibaetis capixaba
- Callibaetis distinctus
- Callibaetis dominguezi
- Callibaetis fasciatus
- Callibaetis ferrugineus
- Callibaetis floridanus
- Callibaetis fluctuans
- Callibaetis fluminensis
- Callibaetis gonzalezi
- Callibaetis gregarius
- Callibaetis guttatus
- Callibaetis jocosus
- Callibaetis montanus
- Callibaetis nigrivenosus
- Callibaetis pallidus
- Callibaetis paulinus
- Callibaetis pictus
- Callibaetis pollens
- Callibaetis pretiosus
- Callibaetis punctilusus
- Callibaetis radiatus
- Callibaetis sellacki
- Callibaetis skokiana
- Callibaetis undatus
- Callibaetis viviparius
- Callibaetis willineri
- Callibaetis zonalis